# Paul Metz (Politiker)
Paul Metz (* 30. Mai 1899 in Schwäbisch Gmünd; † 3. Juli 1961 in Herbrechtingen) war Schuldirektor, Kaufmann und Landrat. Von 1946 bis 1948 war Metz Oberbürgermeister der Stadt Heilbronn.

## Leben
Metz war ab dem Jahr 1921 Lehrer im württembergischen Staatsdienst. Nachdem er 1933 aus politischen Gründen entlassen worden war, war er bis 1940 als Kaufmann tätig. Ab 1945 war er kommissarischer Landrat des Landkreises Göppingen und gehörte in dieser Funktion 1946 auch der Vorläufigen Volksvertretung für Württemberg-Baden an. Der württembergische Innenminister Fritz Ulrich gewann den SPD-Politiker als Kandidaten der Heilbronner SPD für das Amt des Oberbürgermeisters von Heilbronn. Der Heilbronner Gemeinderat wählte Metz am 16. August 1946 in geheimer Wahl zum Oberbürgermeister und Nachfolger Emil Beutingers. Metz trat sein Amt am 4. Oktober 1946 an; seine Amtseinsetzung fand mangels intakter Repräsentationsgebäude in der Kantine des Unternehmens Knorr statt.
Metz schrieb für die nach dem Luftangriff auf Heilbronn am 4. Dezember 1944 völlig zerstörte Stadt einen Wettbewerb aus, um einerseits alternative Aufbaupläne für die Innenstadt Heilbronns zu erhalten, andererseits Architekten für den Wiederaufbau der Stadt zu gewinnen. Die Aufbaupläne reichten von der Rekonstruktion der Fachwerkstadt und dem originalgetreuen Wiederaufbau sowohl der historischen Palais als auch der gotischen, barocken und historisierenden Kirchen (Fritz Ochs) bis zur autogerechten Einkaufsstadt mit Parkplätzen und Hochhäusern (Helmut Weber). Metz war zugleich Vorsitzender des Preisgerichts, das am 10. und 11. November 1947 stattfand und die Wiederaufbaupläne bewertete.
Bei der ersten regulären Heilbronner Oberbürgermeisterwahl nach dem Zweiten Weltkrieg am 11. April 1948 kandidierte Metz und erzielte 44,54 % der Stimmen, nur 25 Stimmen mehr als der DVP-Kandidat Paul Meyle (44,48 %). Die Stichwahl am 23. Mai 1948 gewann Meyle mit 56,22 % der Stimmen. Metz erhob Einspruch gegen die Stichwahl und beschwerte sich nach Abweisung des Einspruchs durch den Heilbronner Gemeinderat beim württemberg-badischen Innenministerium, das seine Beschwerde abwies. Zudem wurde auf Betreiben Metz’ das Spruchkammerverfahren gegen Meyle kurzzeitig wieder aufgenommen, am 12. August aber eingestellt. Die Amtseinsetzung Meyles verzögerte sich bis zum 7. September. Metz blieb bis zum 31. August 1948 geschäftsführend im Amt. Anschließend kehrte er in den Schuldienst zurück und war zuletzt bis zu seiner Pensionierung im Frühjahr 1961 Schulrektor in Heidenheim an der Brenz.
Nach Paul Metz wurde 2004 in Heilbronn die neu erbaute Paul-Metz-Brücke benannt.